# ETwinning
Das eTwinning-Programm ist eine Initiative der Europäischen Kommission, das Schulen aus Europa über das Internet miteinander vernetzt. Registrierte Lehrkräfte können mit dem eTwinning-Programm Partnerschaften mit Schulen im Ausland aufbauen und gemeinsame pädagogische Projekte entwickeln. Die Zusammenarbeit findet hauptsächlich über das eTwinning-Portal (www.etwinning.de) statt, das von der Europäischen Kommission in allen 23 Amtssprachen der Europäischen Union bereitgestellt wird. Die Plattform ermöglicht es Teilnehmern, Projektpartner zu finden, miteinander zu kommunizieren und zusammenzuarbeiten.

## Entstehung
Das Programm wurde 2005 im Rahmen des E-Learning-Programms der Europäischen Union initiiert. Seit 2007 ist es in das Programm für Lebenslanges Lernen der EU integriert. eTwinning war Teil des Comenius-Programms der EU für Schulen und ist seit 2014 im Programm von Erasmus+.

## eTwinning-Zentrale
Die deutsche eTwinning-Zentrale, der Hauptsitz, befindet sich in Bonn beim Pädagogischen Austauschdienst.

## Geschichte
Das eTwinning-Programm wurde im Januar 2005 gestartet. Seine Hauptziele stimmen überein mit der Entscheidung des Europäischen Rats in Barcelona im März 2002, das twinning (englisch für Partnerschaften zwischen Institutionen) zwischen Schulen zu fördern, um das Bewusstsein von Schülerinnen und Schülern für das multikulturelle europäische Gesellschaftsmodell zu fördern. Bereits im ersten Jahr beteiligten sich mehr als 13.000 Schulen an eTwinning. Im Herbst 2008 waren mehr als 50.000 Lehrkräfte und 4.000 Projekte auf der eTwinning-Plattform registriert. Anfang 2009 wurde das Motto „Schulpartnerschaften in Europa“ des eTwinning-Programms in „Netzwerk für Schulen in Europa“ geändert. Im Juni 2009 waren mehr als 65.000 Lehrkräfte auf der eTwinning-Plattform registriert. Bis 2012 stieg diese Zahl auf 170.000. Zu Beginn des Jahres 2021 waren fast eine Million Lehrkräfte von über 217.000 Schulen auf der Plattform registriert, die gemeinsam mehr als 117.000 europäische Onlineprojekte durchgeführt hatten.

## Ablauf
Das Grundkonzept von eTwinning besteht darin, dass Schulen mit einer anderen Schule im europäischen Ausland eine Partnerschaft eingehen und gemeinsam ein Projekt entwickeln. Die beiden Schulen kommunizieren mithilfe des Internets. Ziel ist, länderübergreifend zusammenzuarbeiten und voneinander zu lernen. Durch die internetbasierte Zusammenarbeit lernen die Teilnehmer den Umgang mit Informations- und Kommunikationstechnik, und die Zusammenarbeit mit Schulen im europäischen Ausland stärkt die interkulturelle Kompetenz, festigt das interkulturelle Bewusstsein und verbessert die Kommunikationsfähigkeiten.
Die Dauer von eTwinning-Projekten ist nicht festgelegt und reicht von wenigen Wochen und Monaten bis hin zu permanenten Partnerschaften zwischen Schulen. Sowohl Grund- als auch weiterführende Schulen aller EU-Mitgliedstaaten können an eTwinning teilnehmen, dazu kommen Schulen aus der Türkei, Norwegen und Island und den sogenannten eTwinning Plus-Staaten Armenien, Aserbaidschan, Georgien, Jordanien, Libanon, Republik Moldau, Ukraine und Tunesien.
Für Austausch mit eTwinning erhalten Schulen keine finanzielle Unterstützung, da alle Kommunikation über das Internet stattfindet und persönliche Treffen nicht nötig sind. Dennoch besteht für die Schulen die Möglichkeit, persönliche Begegnungen zu organisieren und diese im Rahmen einer Akkreditierung beim EU-Programm Erasmus+ fördern zu lassen.

## Qualitätssiegel
Jedes Projekt kann sich bei Einhaltung vorgegebener Teilnahmekriterien um ein sogenanntes „eTwinning-Qualitätssiegel“ bewerben, welches nach einer erfolgreichen Prüfung des Projektes durch die nationalen Koordinierungsstellen (NSS) vergeben wird. Folgende Hauptkriterien müssen für den Erhalt eines Qualitätssiegels erfüllt sein: Pädagogische Innovation; Integration in den Lehrplan; Kommunikation, Austausch und Kooperation zwischen den Partnereinrichtungen; Einsatz von Informations- und Kommunikationstechnologien (IKT); angebrachte und variable Mediennutzung; Ergebnisse; Auswirkungen und Dokumentation.
Mit dem Gewinn des nationalen Qualitätssiegels qualifiziert sich das Projekt für den Erhalt zusätzlicher eTwinning-Auszeichnungen. Jene können weitere nationale und europäische Auszeichnungen sein.